# The Name Chapter: FREEFALL
『The Name Chapter: FREEFALL』（ザ・ネーム・チャプター: フリーフォール）は、韓国の5人組男性アイドルグループTOMORROW X TOGETHERの韓国での3rdスタジオ・アルバム。2023年10月13日にBIGHIT MUSICよりリリースされた。

## 背景
2023年8月30日、Weverseで同作のリリースが発表された。

## 音楽性

### Chasing That Feeling
タイトル曲「Chasing That Feeling」は、甘いが成長がなかった過去を後にして、現実での新しい始まりを知らせる楽曲。同曲のミュージックビデオは、 アメリカ・ロサンゼルスのユニバーサル・スタジオ・ハリウッドで撮影された。

### Back Fore More (TXT Ver.)
「Back Fore More (TXT Ver.)」は、ラテンポップの要素を取り入れたディスコソング。Anittaとコラボした「Back Fore More (with Anitta)」をメンバー5人で再録した。

### Happily Ever After
「Happily Ever After」は、童話のようなハッピーエンドは無くても、自分だけのストーリーを描いていくというメッセージが込められた楽曲。

### Do It Like That
「Do It Like That」は、恋に落ちた瞬間を表現した夏のダンストラック。同曲で初めて、 アメリカでのレコーディングを行った。

## チャート成績
オリコンによると初週22.5万枚を売り上げ、「オリコン週間アルバムランキング」で1位を獲得した。日本の作品を含めると、『SWEET』に続き9作連続・通算9作目のアルバム1位となり、「海外アーティストによるアルバム連続1位獲得作品数」歴代1位記録を自己更新した。
Billboard JAPANによると253,848枚を売り上げ、「Top Albums Sales」で1位を獲得した。

## 収録曲
| #         | タイトル                                | 作詞  | 作曲・編曲 | 時間 |
| --------- | --------------------------------------- | ----- | ---------- | ---- |
| 1.        | 「Growing Pain」                        |       |            | 3:20 |
| 2.        | 「Chasing That Feeling」                |       |            | 3:02 |
| 3.        | 「Back Fore More (TXT Ver.)」           |       |            | 2:42 |
| 4.        | 「Dreamer」                             |       |            | 3:06 |
| 5.        | 「Deep Down」                           |       |            | 2:43 |
| 6.        | 「Happily Ever After」                  |       |            | 2:31 |
| 7.        | 「Skipping Stones」                     |       |            | 3:20 |
| 8.        | 「Blue Spring」                         |       |            | 3:06 |
| 9.        | 「Do It Like That」                     |       |            | 2:25 |
| 10.       | 「Chasing That Feeling (English Ver.)」 |       |            | 3:02 |
| 合計時間: | 合計時間:                               | 29:17 |            |      |